# Tityus gaffini
Espèce
Tityus gaffini est une espèce de scorpions de la famille des Buthidae.

## Distribution
Cette espèce est endémique de Colombie. Elle se rencontre dans les départements de Meta et de Vichada.

## Étymologie
Cette espèce est nommée en l'honneur de Douglas Gaffin.

## Publication originale
- Lourenço, 2000 : « Synopsis of the Colombian species of Tityus Koch (Chelicerata, Scorpiones, Buthidae), with descriptions of three new species. » Journal of Natural History, vol. 34, no 3, p. 449-461.